# Set Déus de la Fortuna

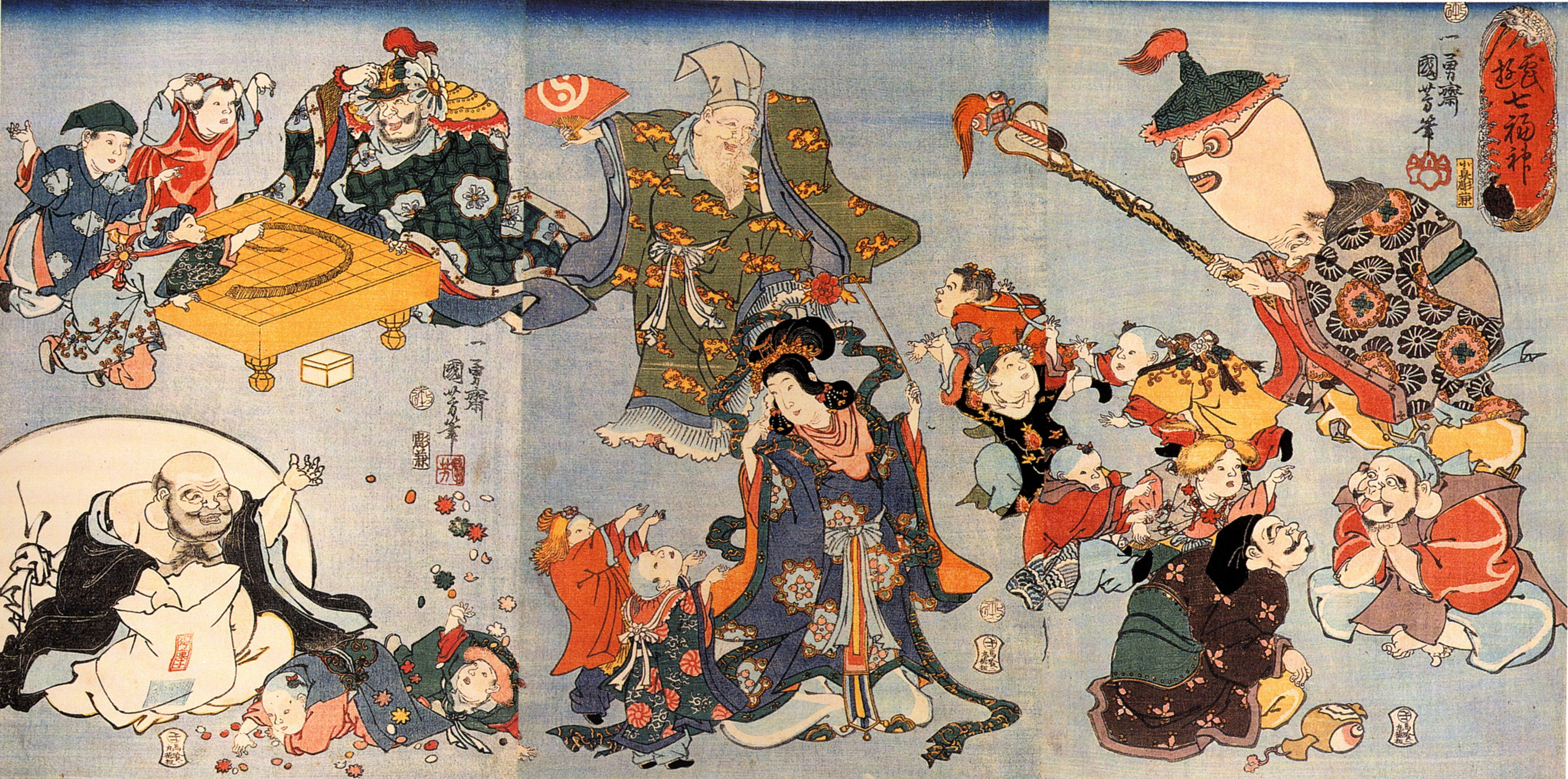
Els set déus de la fortuna.

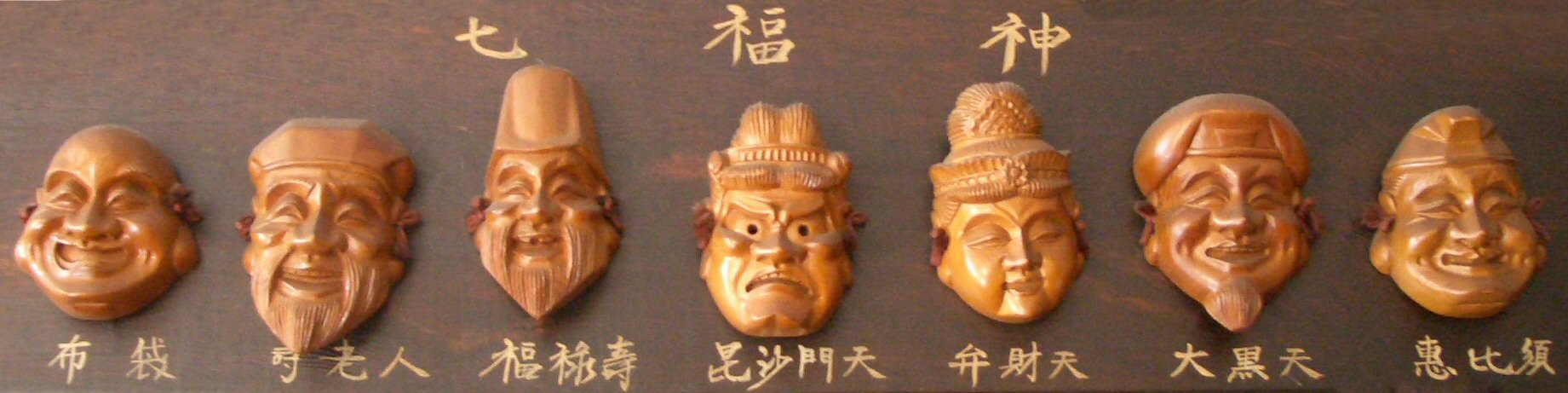
D'esquerra a dreta: Hotei, Jurōjin, Fukurokuju, Bishamonten, Benzaiten, Daikokuten, Ebisu.

Els set déus de la fortuna (七福神, shichi fukujin) són, en la mitologia japonesa, les set divinitats de la bona sort.

## Origen i història
Sabem que l'origen d'aquestes deïtats recau en antics déus de la sort: de l'hinduisme hindi (Benzaiten, Bishamonten i Daikokuten); i del taoisme i budisme xinesos (Fukurokuju, Hotei i Jurojin); excepte Ebisu, l'únic l'origen del qual és purament japonès.
Aquests déus, tots amb un gran nombre de seguidors, són coneguts com a tals des de fa més de mil anys, però de maneres diferents. Als seus inicis, aquests déus eren adorats per mercaders i comerciants, ja que els dos primers (Ebisu i Daikokuten) eren els déus dels negocis i el comerç. Més tard, altres classes de la societat japonesa van buscar altres deïtats que lliguessin amb les seves professions i així van sorgir Benzaiten, patrona de les arts, i Fukurokuju, patró de les ciències i les professions intel·lectuals.
Antigament es retia culte a aquestes figures per separat, però ara poques vegades és així: només a vegades en què es vol aconseguir que el déu en qüestió actuï en nom de l'interessat. No va ser fins a l'any 1940 que van començar a ser reconeguts com un grup, concretament a Fushimi, amb l'objectiu d'imitar les processons dels dàimios, els senyors feudals del Japó pre-modern.
Es diu que el sacerdot budista Tenkai va seleccionar a aquests déus després d'haver parlat amb el Shogun a qui servia, Iemitsu Tokugawa, seguint l'ordre de buscar a tots els que posseïssin les virtuts considerades perfectes: longevitat, fortuna, popularitat, sinceritat, amabilitat, dignitat i magnanimitat. Poc després l'artista famós de l'època Kano Yasunobu va ser l'encarregar de pintar a aquestes deïtats per primera vegada.

### La llegenda del Takarabune (宝船)
Els set déus són representats sovint en un vaixell, i el perquè el trobem a la llegenda anomenada Takarabune. Es diu que durant els primers tres dies de cada any les set deïtats viatgen des dels cels fins als ports humans portant tresors del folklore japonès (indumentària amb poders màgics que els déus mateixos fan servir, per exemple) en un vaixell amb el nom de Takarabune. Aquesta llegenda ha arribat als nostres dies amb supersticions com posar una imatge dels déus sota el coixí el segon dia de l'any per poder tenir sort durant tot l'any, entre d'altres.

## Noms i atributs

### 恵比寿 (Ebisu)
Ebisu és de l'època dels déus Izanami i Izanagi i és l'únic el qual el seu origen és purament japonès. És el déu de la prosperitat i la riquesa en els negocis, i de l'abundància en les collites i cereals, és a dir, en el menjar. És el patró dels pescadors, per tant és representat amb indumentàries de pescador, com ara un barret típic, una canya de pescar a la mà dreta i un peix (ja sigui una carpa, un lluç, un bacallà, llobarro, etc.), tots peixos grossos que simbolitzen l'abundància en els àpats. Actualment és comú veure'n la seva figura en restaurants on se serveix peix en quantitat o a la pròpia llar, a la cuina.

### 大黒天 (Daikokuten)
El déu Daikokuten és un dels Shichifukujin, és el déu del comerç i la prosperitat. També se l'atribueixen altres característiques com el fet de ser patró dels cuiners, grangers, banquers i agricultors. És protector de la terra i els cultius i curiosament a causa d'una llegenda és considerat caçador de dimonis. Aquesta llegenda diu que el déu Daikokuten va penjar un talismà sagrat a la branca d'un arbre del seu jardí i va poder caçar un dimoni. Aquest déu es caracteritza per ser somrient, tenir les cames curtes i portar un barret al cap. També es sol representar amb un sac ple d'objectes de valor o amb una baralla màgica de la bona sort. Tot i ser una figura popular i molt coneguda, el seu origen és bastant confús. Algunes persones creuen que ve d'un antic déu sintoista, altres en canvi diuen que l'origen d'aquest déu està en el budisme, allà presumptament conegut com a Mahakala (déu hindú de la mort).

### 毘沙門天 (Bishamonten)
El seu origen es remunta en l'hinduisme i Japó el va adaptar al budisme. Ve del déu hindú «Kubera» i també se l'anomena «Vaisravana», procedent de l'hinduisme. És el déu de la fortuna en guerra i les batalles, fet que el relaciona també amb l'autoritat i la dignitat: literalment, és el déu protector d'aquells que segueixen les normes; aquells que fan bondat. Com que és el patró dels lluitadors, se'l representa vestit amb armadura i casc. A la mà esquerra porta una pagoda (temple o «torre del tresor»), ja que també actua com a protector de llocs sagrats o importants; i a la mà dreta hi porta una llança per lluitar contra els mals esperits. Sovint, en il·lustracions, se li afegeix un anell de foc.

### 弁才天 / 弁財天 (Benzaiten)
L'origen remunta en l'hinduisme, ve de la deessa hindú «Sarasvatí». Una característica important és el fet que és l'única dona del grup. Coneguda tan com a Benzaiten, Benten o Benten-sama. Quan va adaptar-se al budisme se li van atribuir les qualitats de la música, el talent, la bellesa, etc. tots relacionats amb les arts. Per tant, és la deessa del coneixement, les arts i la bellesa. Apareix molt sovint als «Torii» (entrada dels temples), és comú veure la seva figura a molts temples del Japó. És representada com una dona intel·ligent i extremadament bella, amb totes les virtuts anteriors. Porta un instrument tradicional japonès anomenat biwa, semblant al llaüt. Sovint l'acompanya una serp blanca, que és un dels símbols de la sort en la cultura japonesa: es creu que porta sort somiar en una serp blanca. Amb tots aquests atributs és la patrona dels artistes, escriptors, ballarins, geisha, etc.

### 福禄寿 (Fukurokuju)
El déu Fururokuju, altre dels Sichifukujin, és originari de la Xina. És el déu de la saviesa, la sort, la longevitat, la riquesa i la felicitat. Va ser un ermità xinès de la dinastia Song, distingit per ser una reencarnació del déu taoista Hsuan-wu. Es diu que l'ermità va ser un filòsof xinès que era capaç de viure sense alimentar-se. Per una altra part, és l'únic déu al qual s'atribueix l'habilitat de ressuscitar als morts. Fururokuju es caracteritza per la mida del seu rostre, gairebé tant gran com el seu cos. També és representat amb vestimentes tradicionals d'origen xinès. Normalment porta un bastó a la mà i a l'altra un pergamí amb escriptures sobre el saber del món. Aquest déu sol anar acompanyat d'una tortuga, un corb o un cérvol. Animals utilitzats al Japó per simbolitzar una llarga vida. També es diu que a aquest déu li agrada jugar als escacs, i per tant, és patró dels jugadors d'escacs.

### 寿老人 (Juroujin)
Considerat la personificació de l'estel polar del sud (南極星«nankyokusei») és el déu de la vellesa i la longevitat en la mitologia del budisme japonès. Es diu que el llegendari Juroujin es basa en una persona real que va viure en l'antiguitat i mesurava aproximadament metre 1'82 d'alçada i feia gala d'un cap allargat. A part del seu distintiu crani, se'l representa amb una llarga barba blanca, muntat en un cérvol i sovint també és acompanyat per una grua de 1500 anys i una tortuga, plasmant d'aquesta manera la seva afinitat a la llarga vida. A més, se'l sol representar sota un presseguer, ja que el fruit d'aquest arbre és considerat pel taoisme xinès i corroborat pels científics capaç d'allargar la vida al tenir propietats antioxidants. A la seva mà hi sosté un bastó i un llibre o un pergamí. La saviesa del món està escrita entre les seves pàgines. Jurojin gaudeix de l'arròs i el vi i és una figura molt alegre.

### 布袋 (Hotei)
Hotei és el déu de la fortuna, guardià dels nens, patró dels endevins i dels taverners. És el déu de la popularitat i la magnanimitat, i és representat com un home somrient, calb, gras i de bigotis eriçats. La seva «constitució ben desenvolupada» indica la seva riquesa interior i la grandària de la seva ànima. La seva panxa enorme sempre semblava estar a punt de sobresortir entre les seves robes, així que sempre semblava mig despullat. Això va fer tanta gràcia a les gents xineses, que van sobrenomenar-lo Cho-Tei-Shi o Ho-Tei-Shi, que significa 'sac de roba vella'.
Hotei era un sacerdot zen, però la seva aparença i algunes de les seves accions estaven en contra de les morals de la seva condició: la seva aparença era la d'un murri, i no tenia cap lloc regular on viure o on dormir. Carrega una gran bossa sobre les seves espatlles que, segons la creença, conté fortunes per tots aquells que creguin en les seves virtuts. La llegenda explica que Hotei va ser una persona real. El seu nom xinès era Kaishi, i tot i que la seva data de naixement és desconeguda, la data de la seva mort està registrada el març de l'any 916. Els japonesos van començar a creure en Hotei durant el període Edo. La raó per la qual els japonesos tenen un respecte tant gran per aquest déu prové d'una llegenda que diu que abans que el budisme Zen arribés al Japó, un pensament budista alternatiu va ser estès per un sacerdot d'estètica dubtosa que, en realitat, era una manifestació del budista anomenat Miroku. Miroku era el sant que salvava les persones que no podien ser salvades mitjançant les creences de Buda. Hotei va ser percebut i acceptat pels japonesos com un segon Miroku.